# Konstruktionslegetøj
Et konstruktionslegetøj eller byggelegetøj er et sæt af standardiserede dele, som gør det muligt bygge en række forskellige modeller. Konstruktionssæt bliver generelt markedsført som legetøj. Et meget populært og berømt eksempel på konstruktionslegetøj er legoklodser.

## Psykologiske fordele
Leg med konstruktionslegetøj er gavnligt for at opbygge social færdigheder og tillid til andre fordi det fungerer som en samarbejdsopgave for at få færdiggjort byggeriet - eksempelvis at bygge en model af Legoklodser. Denne effekt er blevet fundet på studie af gymnasieelever.
Studier viser at for børn specifikt, så har dem, der færdiggører modeller i byggeklodser, meget bedre rumlig visualiseringsevne end børn der ikke færdiggør modeller.
Konstruktionslegetøj er også gavnligt for børn med autisme, både når individuel og gruppeleg med byggeklodser bliver inkorporeret. Autistiske børn, der leget med byggeklodser, bliver motiveret af at igangsætte social kontakt med andre børn i deres aldersgruppe, for at vedligeholde kontakt med disse børn, og var også i stand til at overskride deres barrierer for at være tilbagetrukket.

## Kategorier
Konstruktionslegetøj kan kategoriseres ifølge deres måde at sidde sammen på og geometri:
- Stivere med variabel længde, der er forbundet til andre punkter langs en anden stiver og ved knudepunkter.
  - Tesserakt-forbindelsespunkter er fleksible, men kan gøres stive med tilføjelse af klips.
- Stivere med faste, men flere længder, der er forbundet med knudepunkter, er gode til at bygge rammer og har ofte komponenter, der tillader fuld rotationsfrihed.
  - D8h (*228) knudepunkter bruges til K'Nex, Tinkertoys, Playskool Pipeworks, Cleversticks og generelt til flere disk-baseret konstruktionslegetøj
  - D6h knudepunkter bruges til disks.[4]
  - Ih (*532) knudepunkter bruges til Zometool
- Paneler af forskellige størrelse og former
  - Paneler af forskellige typer og former forbindes med stifters eller skruer vinkelret på panelerne, der er gode til flerledsmekanismer som et Bilofix, Erector Set, Mini Unit Beams, Meccano, Merkur, Steel Tec, Lego Technic, Trix, FAC-System, Constructo Straws og Überstix
  - Paneler af forskellige typer og former med fleksible paneler eller hængsler mellem panelerne som Tog'l, Jovo Click 'N Construct, Zaks, and Polydron.
- Stivere og paneler
  - Girder and Panel building sets
  - Synestructics (fremstiller ikke pentagonale-strukturer)
  - Ramagon (nogle paneler inkluderer knopper til at forbinde med Lego kopier)
  - Geomag (komponenterne er magnetiske)
  - Bayko
- Byggekomponenter med forskellige metoder til at sætte dem sammen inkluderer:
  - Ingen forbindelse: toy blocks, Anchor Stone Blocks, KEVA planks, Kapla og Unit Bricks
  - Knopper: Engino, Rokenbok, Lego, Lego clones, Coco, Rasti, Tente, Mega Bloks, Fischertechnik, Playmobil, Loc Blocs, Cobi blocks, Betta Builda, Guangdong Loongon (og datteselskaber: Cogo, Lepin, Xingboa) og Oxford, Kre-O, Clementoni mechanics.
  - Hakker: Lincoln Logs, GIK og Stickle bricks
  - Lommer: Capsela
- Sfæriske magneter

## Indflydelse på arkitektur
Den kendte arkitekt Frank Lloyd Wright har krediteret leg med byggeklodser designet af Friedrich Fröbel i sin barndom som en stor indflydelse, og hans søn John Lloyd Wright opfandt det kendte konstruktionslegetøj Lincoln Logs.
Udover at undervise i koncepter som modularitet og bæreevne i konstruktioner, så tilskriver mange arkitekter leg med konstruktionslegetøj som havende indflydelse på deres senere design.